# La battaglia di Kerzents
La battaglia di Kerzents (in russo Се́ча при Ке́рженце?, Seča pri Keržence) è un film d'animazione sovietico del 1971 diretto da Jurij Norštejn e Ivan Ivanov-Vano. 
La colonna sonora è costituita da musiche di Nikolaj Rimskij-Korsakov, che sulla leggenda della città invisibile di Kitež, sulla quale si basa anche il cortometraggio in questione, aveva composto un'opera lirica in quattro atti. Il film è animato a passo uno in due dimensioni usato figure tratte da icone e affreschi russi dei secoli dal XIV al XVI.

## Trama
Mentre le orde dei mongoli si avvicinano minacciosamente, in città appare la Madonna col bambino alla quale i cittadini porgono rispettosamente omaggio: l'apparizione li rincuora e li sprona a combattere l'invasore. Il numero dei nemici soverchia però quello dei coraggiosi cavalieri russi, che vengono quasi completamente massacrati. Gli altri abitanti fuggono in barca su un'isola nel vicino lago, in attesa che i nemici siano passati; possono allora riprendere le loro attività agricole e artigianali. 

## Riconoscimenti
- Premio al Miglior film animato al Festival internazionale del cinema di Karlovy Vary, 1971
- 1º Premio al Festival Internazionale del Film d'Animazione a Zagabria, 1972.
- Premio al Miglior film animato a Tbilisi (URSS), 1972.
- "Diplom" al Bombay Film Festival, 1972

## Distribuzione

### Italia
Il cortometraggio è stato inserito nel DVD I maestri dell'animazione russa - volume 1, edito nel 2005 dalla Terminal Video in collaborazione con il Chiavari Animation Festival. Fu proiettato nello stesso anno a Bologna nell'ambito del festival CineCirco e fu trasmesso, assieme ad altri cortometraggi dello stesso autore, il 7 gennaio 2014 su Rai 3 nella trasmissione Fuori orario. Cose (mai) viste.